# Serdar (Name)
Serdar (von persisch سردار Sardār, kurdisch Serdar) ist ein kurdischer männlicher Vorname persischen Ursprungs mit der Bedeutung Anführer, Befehlshaber, Oberster Kommandeur. Vereinzelt tritt Serdar auch als Familienname auf.

## Verbreitung
Der Name ist im türkischen Sprachraum stark verbreitet und besonders in der Türkei beliebt. Von 1980 bis 2002 lag er stets in den Top-100, wobei seine Beliebtheit stetig gesunken ist.
In Deutschland kommt Serdar seit 2006 zwar jährlich vor, er ist aber nur mäßig beliebt, von 2010 bis 2022 wurde er etwa 220 Mal vergeben. Der Name wurde in Österreich zwischen der Jahrtausendwende und Anfang der 2010er Jahre regelmäßig gewählt, er ist aber nicht sehr populär. Seit 1984 wurde er circa 40 Mal gewählt.
Serdar ist in den Niederlanden seit Ende der 1960er Jahre jährlich in der Namensgebung anzutreffen, in diesem Zeitraum wurden rund 580 Jungen so genannt. Auch in Frankreich wird er seit Mitte der 1970er Jahre fast jedes Jahr bei der Namenswahl berücksichtigt. In Belgien und Dänemark wurde er um die Jahrtausendwende ab und an vergeben. Die Vergabe ist auch in den Ländern England, Schottland, Nordirland, Kanada und den USA nachgewiesen.

## Namensträger

### Vorname
- Serdar Aziz (* 1990), türkischer Fußballspieler
- Serdar Bayrak (* 1985), türkischer Fußballspieler
- Serdar Berdimuhamedow, (* 1981), turkmenischer Politiker, Staatspräsident seit 2022
- Serdar Bingöl (* 1996), deutsch-türkischer Fußballspieler
- Serdar Çam (* 1966), türkischer Manager und Politikberater
- Serdar Deniz (Fußballspieler) (* 1990), türkischer Fußballspieler
- Serdar Denktaş (* 1959), zyprisch-türkischer Politiker
- Serdar Dursun (* 1991), deutsch-türkischer Fußballspieler
- Serdar Eylik (* 1990), türkischer Fußballspieler
- Serdar Gözübüyük (* 1985), niederländischer Fußballschiedsrichter
- Serdar Gücüyener (* 1954), türkischer Fußballspieler und -trainer
- Serdar Gürler (* 1991), türkisch-französischer Fußballspieler
- Serdar Kulbilge (* 1980), türkischer Fußballtorhüter
- Serdar Kurtuluş (* 1987), türkischer Fußballspieler
- Serdar Ortaç (* 1970), türkischer Sänger und Komponist von Popmusik
- Serdar Özbayraktar (* 1981), türkischer Fußballspieler
- Serdar Özkan (* 1987), türkischer Fußballspieler
- Serdar Semiz (* 1982), schwedisch-türkischer Eishockeyspieler
- Serdar Somuncu (* 1968), türkisch-deutscher Schriftsteller, Regisseur, Schauspieler und Kabarettist
- Serdar Taşçı (* 1987), deutscher Fußballspieler
- Serdar Topraktepe (* 1976), türkischer Fußballspieler
- Serdar Yağlı (* 1978), türkischer Boxer
- Serdar Yüksel (* 1973), deutscher Politiker

### Familienname
- Can Serdar (* 1996), deutsch-türkischer Fußballspieler
- Kemal Serdar (* 1962), türkischer Fußballspieler und -trainer
- Suat Serdar (* 1997), deutsch-türkischer Fußballspieler